# Foreste pluviali di pianura di Sulawesi
Le Foreste pluviali di pianura di Sulawesi sono una ecoregione terrestre della ecozona australasiana appartenente al bioma delle Foreste pluviali di latifoglie tropicali e subtropicali (codice ecoregione: AA0123) che si sviluppa per circa 114.213 km2 nell'sola di Sulawesi (antica Celebes) e alcune isole circostanti dell'Indonesia.
Lo stato di conservazione è considerato relativamente stabile.
La regione forma, assieme alla ecoregione delle Foreste pluviali montane di Sulawesi, l'ecoregione globale denominata Foreste umide di Sulawesi, inclusa nella lista Global 200.

## Territorio
L'ecoregione è formata dalle foreste umide tropicali di pianura (al di sotto di 1.000 m slm) dell'isola di Sulawesi e delle isole circostanti di Banggai e Sula a est e Talaud e Sangihe a nord. Le aree montuose (oltre 1.000 m) di Sulawesi formano un'ecoregione separata denominata Foreste pluviali montane di Sulawesi (AA0124). Il piccolo pezzo di foreste monsoniche sulla penisola sud-occidentale di Sulawesi e sull'isola di Buton sono stati inclusi nelle Foreste pluviali di pianura di Sulawesi.
L'isola di Sulawesi è prevalentemente montuosa con molti vulcani ancora attivi. A causa della sua topografia, l'isola ha pianure limitate che sono per lo più sparse lungo le coste. Queste pianure sono separate da montagne scoscese, golfi e il mare. Le pianure (sotto i 50 m) rappresentano solo il 10,3% della superficie totale. Il monte Rantemario (3.440 m) nella parte settentrionale del Sulawesi Meridionale è la vetta più alta dell'isola. L'isola di Sangihe è montuosa e raggiunge un'altezza di 1.784 m, mentre Talaud è pianeggiantea. La fisiografia delle isole Sula è collinare, con montagne oltre gli 800 m. solo sull'isola di Taliabu.
Geologicamente, l'isola di Sulawesi e la zona circostante sono una regione complessa. La complessità è stata causata dalla convergenza tra tre placche litosferiche: la placca australiana in movimento verso nord, la placca del Pacifico in movimento verso ovest e la placca dell'Eurasia che si sposta a sud-sud-est. Sulawesi e le isole circostanti sono divisi in 3 province geologiche: (1) l'Arco Vulcanico di Sulawesi Occidentale; (2) la Cintura dell'Ofilita della Sulawesi orientale e le sue coperture sedimentarie pelagiche associate; (3) frammenti continentali derivati dal continente australiano. La provincie occidentale e orientale sono separate dalla faglia Palu-Koro, che corre dalla città di Palu al Golfo di Bone. La terza provincia geologica è costituita dalla regione di Tokala sulla penisola nord-orientale, dalle isole Banggai, dall'isola Buton e dalle isole Sula. La geologia di superficie di Sulawesi è un patchwork eterogeneo di ofioliti, rocce sedimentarie mesozoiche, rocce sedimentarie e ignee terziarie e vulcaniti e sedimenti quaternari. I vulcani attivi si trovano sulla penisola di Minahasa, che costituisce il braccio settentrionale dell'isola.
In base alla classificazione del sistema di zone climatiche di Köppen, questa ecoregione rientra nella zona climatica tropicale umida. Sulawesi ha due stagioni, ovvero la stagione secca da maggio a ottobre e la stagione delle piogge da novembre ad aprile. I mesi più piovosi sono gennaio e febbraio. Poiché l'isola si trova vicino all'equatore, la temperatura stagionale può variare sensibilmente. La temperatura nelle pianure varia da 21ºC a 35ºC, mentre nelle zone montuose varia da 15ºC a 30ºC. La
temperatura media annuale nelle pianure è di circa 27ºC.
Sulawesi e le isole circostanti che compongono questo territorio fanno parte di una regione biogeografica chiamata Wallacea caratterizzata da un elevato endemismo vegetale e animale. La linea di Wallace, che corre tra Bali e Lombok e tra Sulawesi e Borneo, segna la posizione di una profonda fossa oceanica e il punto in cui gli animali e le piante terrestri non potrebbero attraversare facilmente. Allo stesso modo, la linea di Lydekker, che corre tra Timor e la piattaforma australiana fino a Halmahera, Seram e la Nuova Guinea, segna il punto in cui la flora e la fauna dell'Australasia non potrebbero passare facilmente. Sulawesi si trova tra queste due linee.

## Flora

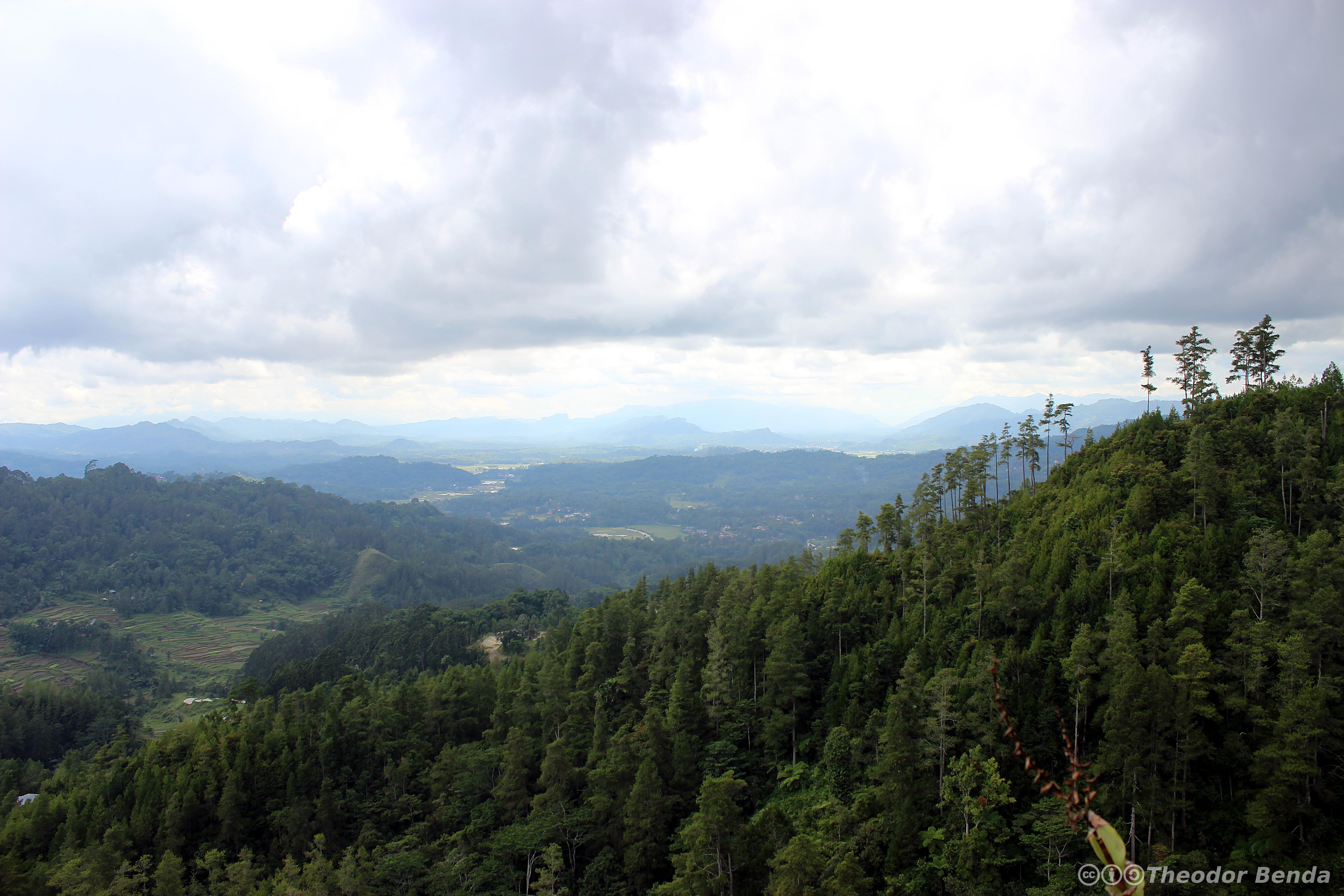
Foresta di Sulawesi

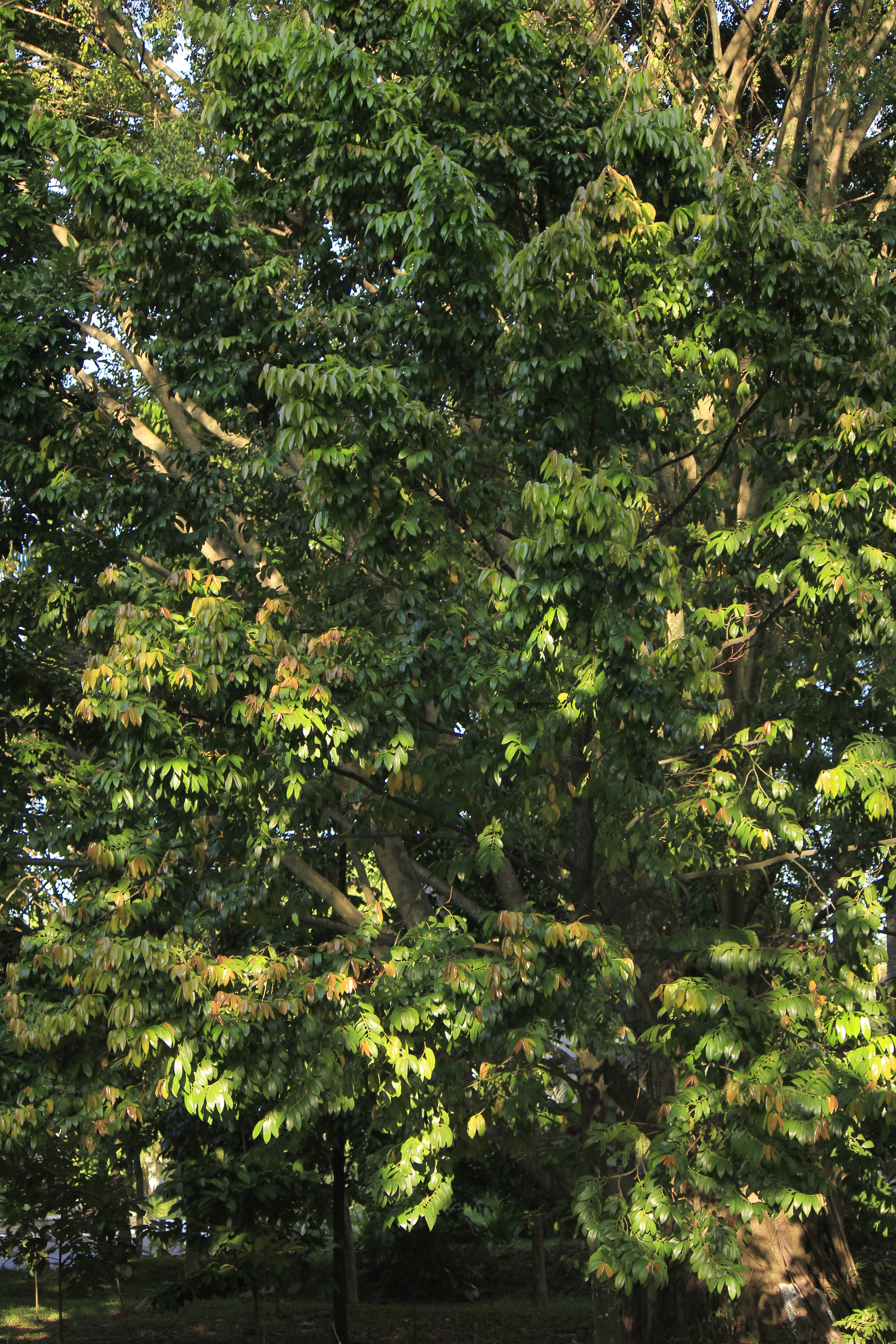
Diospyros celebica, specie endemica di Sulawesi

La flora di Sulawesi è strettamente correlata alla flora delle aree aride delle Filippine, delle Molucche, delle Piccole Sonda e di Giava. Le foreste di pianura hanno affinità con la Nuova Guinea, mentre le aree montuose sono più correlate al Borneo.
Sulawesi è quasi completamente montuosa con poche estese pianure. Le pianure ospitano foreste pluviali sempreverdi e semi-sempreverdi, foreste monsoniche e foreste di palude d'acqua dolce e torbiere. Tipi distintivi di foresta su calcare sono distribuiti attorno a Sulawesi meridionale e su terreni ultrabasici in luoghi sparsi in tutta l'isola.
Le foreste di pianura e collina contengono la maggior parte delle specie arboree, sebbene queste foreste non siano dominate da una sola famiglia di alberi; solo sette specie di dipterocarpi si trovano a Sulawesi (rispetto a 267 e 106 rispettivamente nel Borneo e a Sumatra). I dipterocarpi includono Anisoptera costata, Hopea celebica, Hopea gregaria, Shorea assamica, Vatica rassak e Vatica flavovirens. Gli ebani caratteristici (Diospyros spp.) sono comuni in fitti gruppi nelle foreste di pianura. La specie Diospyros celebica è endemica dell'isola di Sulawesi. Le palme sono comuni nelle foreste di pianura, tra cui Oncosperma horridum, Liculala celebensis, Pinanga, Areca, Caryota e Livistona rotundifolia.
Nella penisola sud-orientale di Sulawesi, a circa 100 km a ovest di Kendari,si trova la palude di Aopa. È una grande area di palude di torba che varia stagionalmente in estensione da circa 150 a 314 km². Le specie arboree dominanti in questa foresta includono Casuarina spp., Eugenia spp., Geunsia paloensis (Callicarpa paloensis), Premna foetida, Metroxylon sagu, Pholidocarpus spp., Licuala spp., Arenga spp., Oncosperma spp. e Corypha spp. Sono presenti anche carici come Scleria spp. insieme a Pandanus spp. alti 5 m, almeno due specie di rattan rampicante e felci epifite Lecanopteris
La foresta di palude d'acqua dolce è caratterizzata da aree erbose vicino all'acqua aperta, con palme e pandani su terreni più solidi e onnipresenti piante carnivore insettivore (Nepenthes). La foresta fluviale dominata da alti Eucalyptus deglupta si trova nella valle di Sopu a nord-est del lago Lindu e del monte Nokilalaki nella zona di Sulawesi Centrale.
Questa ecoregione comprende anche aree carsiche (calcaree) che hanno una relativa scarsità di alberi e specie arboree a causa dei loro terreni poco profondi e dei pendii ripidi, derivanti dall'elevata solubilità delle rocce calcaree. Gli alti livelli di calcio nel terreno danno origine a distintive comunità vegetali tolleranti.
I substrati ultrabasici sterili, con serpentinite e peridotite, contengono foreste uniche con un alto grado di endemismo vegetale. Le specie comuni includono specie di Metrosideros, Agathis, Calophyllum, Burseraceae, Sapotaceae e dipterocarpi (Vatica e Hopea celebica). Le Myrtaceae (Eugenia, Kjellbergiodendron (endemica di sulawesi) e Metrosideros) sono dominanti nella canopia bassa e regolare.

## Fauna

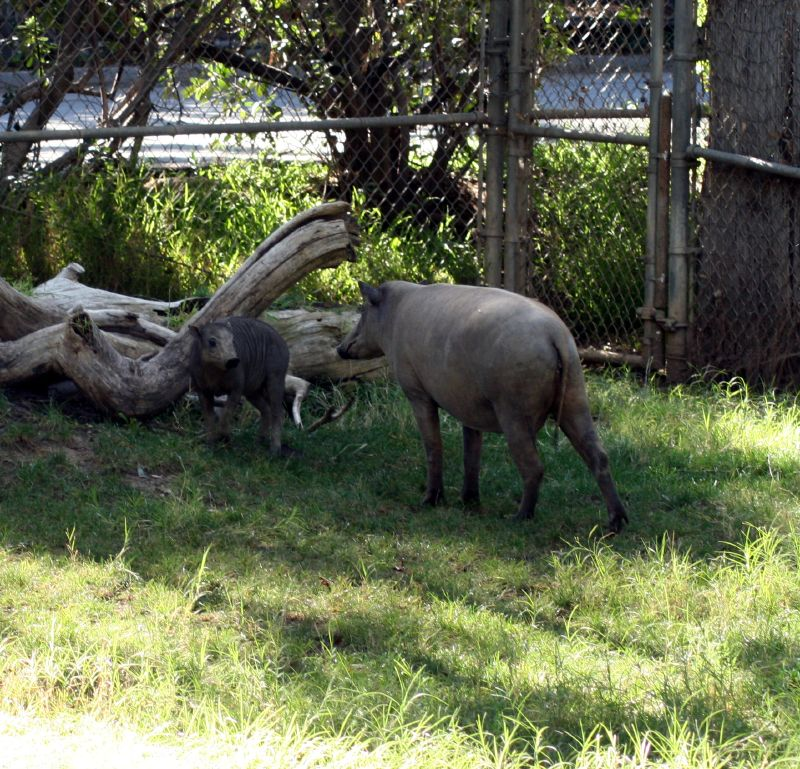
Babyrousa babyrussa, zoo di Los Angeles, 2007

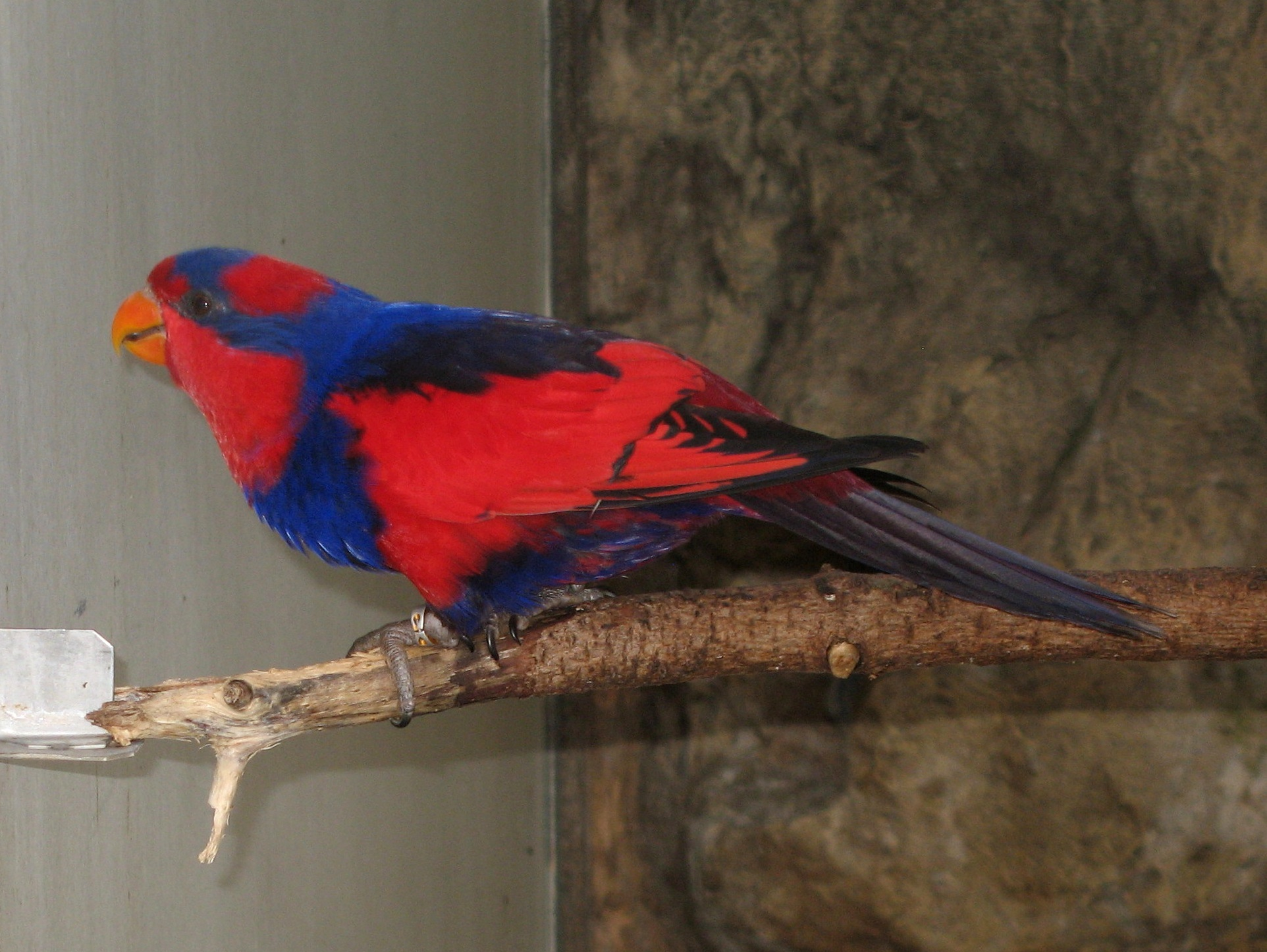
Eos histrio talautensis

La posizione di Sulawesi, la sua storia geologica e il lungo isolamento geografico hanno creato la sua fauna distintiva. L'isola si trova infatti a un crocevia tra il sud-est asiatico, la Nuova Guinea e l'Australia e questo ha generato un grende interscambio che ha portato a sua volta all'evoluzione di un gran numero di specie endemiche dell'isola.
Delle 104 specie di mammiferi nell'ecoregione, 29 sono endemiche o quasi endemiche. Fra queste specie quelle più caratteristiche sono alcune specie di cuschi, e di babirussa.
Mentre i due cuschi, vale a dire, il cuscus Peleng Phalanger pelengensis e il cusco nano Strigocuscus celebensis, hanno affinità australasiatiche, il resto dei mammiferi di Sulawesi ha origini asiatiche, tra cui il macaco crestato (Macaca nigra), il macaco nero (Macaca maura), il macaco a braccia grigie (Macaca ochreata), l'anoa di pianura (Bubalus depressicornis), il tarsier spettrale (Tarsius spectrum) e il babirussa delle Molucche (Babyrousa babyrussa). Il macaco crestato, il macaco nero e l'anoa di pianura sono considerati in pericolo.
L'ecoregione contiene una fauna di uccelli con alti livelli di endemicità. L'origine degli uccelli di Sulawesi è prevalentemente asiatica. La fauna di uccelli è composta da circa 337 specie, di cui 70 sono specie endemiche o quasi endemiche. L'ecoregione si sovrappone anche alle porzioni di pianura dell'Endemic Bird Area (EBA) di Sulawesi e si sovrappone completamente sia alle EBA delle isole Sangihe e Talaud che a quelle Banggai e Sula e all'area secondaria delle isole Salayar e Bonerate.  Dei settanta uccelli a raggio limitato in queste tre EBA, trentadue specie di uccelli non si trovano in nessun altro posto al mondo se non in questa ecoregione di pianura. Tredici specie aggiuntive si trovano solo in questa ecoregione e nell'adiacente ecoregione montana (e altre diciannove specie si trovano solo negli altopiani di Sulawesi). Una specie trovata su Sangihe, il pigliamosche del paradiso ceruleo (Eutrichomyias rowleyi), è in pericolo critico, e il lori rosso e blu (Eos histrio), il loricolo di Sangihe (Loriculus catamene) e la nettarinia dorsogiallo di Sanghir (Aethopyga duyvenbodei), tutti trovati su Sangihe e Talaud, sono in pericolo.
La regione contiene anche alcune specie di anfibi e rettili. Quattro degli anfibi di Sulawesi hanno affinità con quelli della Regione della Sonda  mentre due hanno radici australasiatiche. Trentotto delle sessantatré specie di serpenti di Sulawesi si trovano su entrambi i lati della Linea di Wallace. Ci sono grandi rettili di importanza conservativa: l'idrosauro crestato della Malesia  (Hydrosaurus amboinensis), il coccodrillo marino (Crocodylus porosus) e il pitone reticolato (Python reticulatus).

## Conservazione
Il disboscamento incontrollato e illegale è stato e continua ad essere la minaccia più grande all'integrità delle foreste rimanenti. Più della metà della foresta originale è stata disboscata e le foreste rimanenti sono state ridotte a frammenti, fatta eccezione per alcuni blocchi piuttosto grandi che sono ancora intatti.
Sulawesi ospita ancora alcune foreste umide di pianura su pendii ripidi che non sono adatti all'agricoltura. Tuttavia, ampie aree nel sud e alcune parti del centro e del nord dell'isola sono state ripulite per coltivazioni permanenti e itineranti. La foresta secca della pianura è completamente scomparsa a causa delle piantagioni agricole su larga scala, della trasmigrazione, del disboscamento e della bonifica locale. La foresta fluviale nella valle di Dumoga è ora il sito di un importante sistema di irrigazione e parte della vegetazione calcarea è stata distrutta dall'estrazione per rifornire le fabbriche di cemento di Tonasa. Durante la stagione secca, gli allevatori di bestiame appiccano incendi per favorire la crescita di erba giovane e ripetuti incendi hanno portato a una vegetazione di prateria persistente in alcune aree e a una savana con alberi resistenti al fuoco in altre. Lo sfruttamento incontrollato dell'olio contenuto nel durame ha impoverito le popolazioni dell'albero di sandalo Santalum album, anche in aree protette come la riserva di Paboya.
Sangihe e Talaud furono ampiamente disboscate entro il 1920 e su queste isole rimane una minima foresta naturale. È stato proposto un sondaggio per determinare le posizioni appropriate per ulteriori aree protette attorno alla foresta rimanente. La maggior parte di Taliabu, l'isola più grande delle isole Sula, è ancora ricoperta da foreste, ma nelle pianure si è verificato un disboscamento su larga scala. Le altre isole principali Sula, Sanana e Mangole, sono state pesantemente degradate. Sulle isole Banggai rimane ancora una vasta foresta di pianura.
Ci sono trentotto aree protette che coprono 9.460 km2, 8% dell'area dell'ecoregione. Sette di queste riserve sono più grandi di 500 km2, ma nessuna è più grande di 1.100 km2.